# 鄭靖和
鄭 靖和(정정화: チョン・ジョンファ、てい・せいわ、1900年8月3日 - 1991年12月2日)は韓国の女性の独立運動家。本名は鄭妙喜で雅名は修堂。本貫は延日郡。

## 生涯
漢城府で生まれて1910年に旧韓国末高位官僚金嘉鎮の長男김의한と結婚した。
金嘉鎮は1919年に上海市の大韓民国臨時政府へ亡命し、靖和は義父と夫により1920年に上海で亡命した。
「老齢の義父の面倒を見なければならない」と言う一念のためであった。
彼女は監視が少ない女性という点を利用して臨時政府の独立運動資金を募金する役目を引き受け、中国と国内を行き交いながら10余年間資金募金役、連絡責任者として活動した。また中国亡命 27年の間自分の家族のみならず李東寧・金九など臨時政府要人及びその家族の面倒を見て、家事達者として臨時政府要人が持続的に独立運動ができるように後押しした。
1940年に韓国革命女性同盟を組織して幹部を引き受け重慶市の三・一幼稚園教師も勤めた。1943年に大韓愛国婦人会訓練部長になるなど臨時政府を代表する女性独立運動家として活動した。
しかし、光復後は米軍政中に1946年に個人資格での帰国を余儀なくされた。同志金九が暗殺されたからである。朝鮮戦争中に夫が安在鴻・趙素昻などとともに拉北され、韓国に残った靖和は賦役罪に投獄されるなど苦難を味わった。
著書では回顧録《녹두꽃》(1987, 개정판 《장강일기》)を残した。この回顧録を土台に演劇《장강일기》와 《치마》, 《아! 정정화》など鄭靖和の一生を素材にした演劇が公演された。
1982年に建国勲章愛族章を授与された。

## 参考サイト
- 네이버 캐스트 : 오늘의 인물 - 정정화[リンク切れ]